# Samiri
Samiri is een bestuurslaag in het regentschap Nias Selatan van de provincie Noord-Sumatra, Indonesië. Samiri telt 388 inwoners (volkstelling 2010).